# Ferdinand Mirwald
Ferdinand Mirwald (* 22. August 1872 in Passau; † 22. Oktober 1948 in Dachau) war ein deutscher Maler der Münchner Schule. Besonders zugeneigt war er dem Holzschnitt.

## Leben
Ferdinand Mirwald, Sohn des Justizrates Josef Mirwald, besuchte das Kurfürst-Maximilian-Gymnasium Burghausen und das Gymnasium Leopoldinum (Passau). Folgend bezog er die Akademie der Bildenden Künste München in München. Seine Lehrer waren Wilhelm von Diez, Nikolaus Gysis und Paul Hoecker. Mit der Malklasse von Paul Hoecker hielt er sich lange am Chiemsee zur Freilichtmalerei auf. Im Jahre 1909 entschloss sich Mirwald mit seiner Frau von München nach Dachau umzuziehen. Ausschlag zu diesem Entschluss gab die schöne Landschaft im Dachauer Moos und die dort schon länger  existierende Künstlerkolonie Dachau. Bald wurde er Gründungsmitglied der Künstlergruppe Dachau, der späteren Künstlervereinigung Dachau. Mirwald war seit 1905 mit der Privatsekretärin Franziska Schinabeck verheiratet. Aus der Ehe ging der Sohn Oskar hervor. In Dachau wurde eine Straße nach dem Künstler benannt.

## Werk

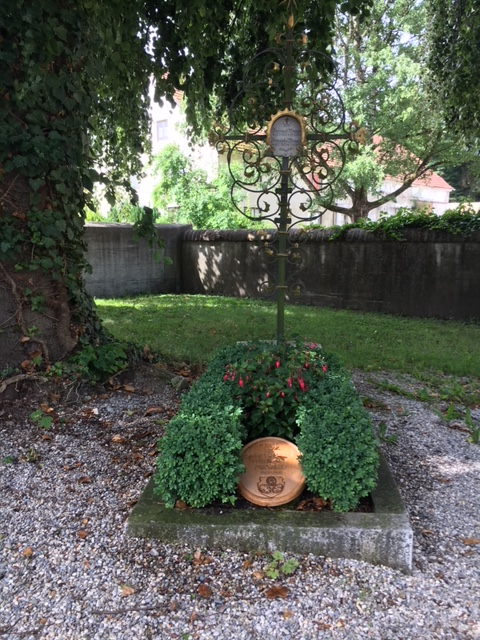
Grab von Mirwald und seiner Frau in Mitterndorf

Mirwald entwickelte eine Könnerschaft in der Porträtmalerei, welche ihm hauptsächlich zur Finanzierung seines Lebensunterhaltes diente. Lieber waren ihm Landschaftsgemälde. Eine überragende Leistung in seiner frühen Schaffensperiode brachte er auf dem Gebiet des Farbholzschnittes zustande:

„Die große Tragik besteht darin: Mirwalds Holzschnittwerk ist verloren. Von den Holzstöcken besteht keiner mehr, Drucke gibt es nur noch ganz wenige in Privathand. Es sieht so aus, als sei dem Künstler selbst sein großes Können auf diesem Gebiet nicht klar gewesen. Denn er hat die so schwer zu erlernende Technik später nie mehr angewandt, nach dem Ausbruch des Ersten Weltkrieges ist kein einziges Blatt mehr erschienen.“

Ein Teil seiner Bilder ist zu besichtigen in der Gemäldegalerie Dachau.